# Gambasca
Gambasca település Olaszországban, Piemont régióban, Cuneo megyében. Lakosainak száma 343 fő (2023. január 1.). Gambasca Brossasco, Revello, Rifreddo, Sanfront és Martiniana Po községekkel határos.

## A település története és látnivalói
Gambasca hosszú múltra tekint vissza, első írásos említése a 12. századból származik. A középkorban a Saluzzo őrgrófság része volt, majd később a Savoyai-ház birtoka lett. A falu történelmi központjában találhatóak a régi kőházak, szűk utcácskák és hangulatos terek, melyek megőrizték az évszázadok során kialakult autentikus atmoszférát.
A település legfőbb látnivalója a Szent Jakab apostol tiszteletére szentelt plébániatemplom, mely a 18. században épült barokk stílusban. A templom belsejét gyönyörű freskók és értékes művészeti alkotások díszítik. Érdemes felkeresni még a falu főterén álló óratornyot és a környező középkori házakat is.

## Természeti környezet és aktív kikapcsolódás
Gambasca környéke ideális helyszín a természet szerelmeseinek és az aktív kikapcsolódást keresőknek egyaránt. A település körül számos jól kiépített túraútvonal található, melyek különböző nehézségi szinteken kínálnak lehetőséget a gyaloglásra és a hegyi kerékpározásra. A környező hegyekből csodás panoráma nyílik a Pó-síkságra és a piemonti dombvidékre.
A falu határában átfolyó Pó folyó kiváló lehetőséget kínál a horgászatra, valamint kellemes sétákra és piknikezésre a folyóparton. A környéken több kalandpark is található, ahol az egész család számára kínálnak izgalmas szabadidős programokat.

## Gasztronómia és helyi termékek
Gambasca és környéke híres gasztronómiai hagyományairól és kiváló minőségű helyi termékeiről. A piemonti konyha jellegzetes ízei, mint a vörösborban párolt marhahús (brasato al Barolo), a töltött tészták (agnolotti), valamint a különleges sajtok és felvágottak mind megtalálhatóak a település éttermeiben és agriturizmusaiban.
A környéken számos borászat működik, ahol lehetőség van borkóstolókon részt venni és megismerni a helyi borokat, köztük a világhírű Barolo és Barbaresco vörösborokat. Érdemes ellátogatni a helyi termelői piacokra is, ahol friss zöldségeket, gyümölcsöket, sajtokat és egyéb helyi különlegességeket lehet vásárolni.

## Népesség
A település lakossága az elmúlt években az alábbi módon változott:
| Lakosok száma | 364  | 358  | 343  |
|               | 2017 | 2018 | 2023 |